# Methanopyri
Classe
Classification phylogénétique
- Classe : Methanopyri
  - Ordre : Methanopyrales
    - Famille : Methanopyraceae
      - Genre : Methanopyrus

Les Methanopyri sont une classe d'archées méthanogènes de l'embranchement (phylum) des Euryarchaeota.